# 김순옥 (탁구 선수)
김순옥(金順玉, 1953년 ~ )은 대한민국의 대한항공 소속 탁구선수였다. 1977년 4월 영국 버밍엄 세계선수권에서 이기원과 여자복식 동메달을 획득하였고, 1973년 박미라, 정현숙, 이에리사, 나인숙와 함께 사라예보 세계선수권대회에서 처음 단체전 금메달을 획득하였다.

## 참조
- 경향신문(1978.12.28)